# 小行星20534
小行星20534（20534 Bozeman）是一颗绕太阳运转的小行星，为主小行星带小行星。该小行星于1999年9月7日发现。

## 轨道参数
小行星20534的轨道半长轴为2.5368059 UA，离心率为0.040。